# Annie Proulx
Annie Proulx, właśc. Edna Annie Proulx (wym.: /pru:/) (ur. 22 sierpnia 1935 w Norwich) – amerykańska pisarka i dziennikarka. Jej druga książka, Kroniki portowe, zdobyła Nagrodę Pulitzera w kategorii fikcja literacka i National Book Award w 1994 roku. Ta książka, jak i opowiadanie Tajemnica Brokeback Mountain zostały zekranizowane. Jest laureatką PEN/Faulkner Award for Fiction za pierwszą powieść, Pocztówki.
Proulx napisała debiutancką powieść dopiero po 50. roku życia. Jej twórczość osadzona jest mocno w życiu amerykańskiej prowincji, zwłaszcza północno-wschodnich stanów USA. Duże znaczenie odgrywa w jej powieściach motyw przywiązania do rodzinnej ziemi, której porzucenie prowadzi do rozpadu związków międzyludzkich i zagubienia bohaterów.
Mieszka w Port Townsend, w amerykańskim stanie Waszyngton.

## Twórczość
- Sweet and Hard Cider: Making It, Using It and Enjoying It (1984)
- Pieśni serca i inne opowiadania (1988, wyd. pol. 1999)
- Pocztówki (1992, wyd. pol. 1997)
- Kroniki portowe (1993, wyd. pol. 1996)
- Akordeonowe zbrodnie (1996, wyd. pol. 1998)
- Close Range: Wyoming Stories (1999)
- As w rękawie (2002, wyd. pol. 2003)
- Bad Dirt: Wyoming Stories 2 (2004)
- Tajemnica Brokeback Mountain (opowiadanie oryginalnie wydane w zbiorze Close Range: Wyoming Stories; wydane po polsku w 2006 r. jako osobna publikacja)

## Ekranizacje
- 2001 – Kroniki portowe, reż. Lasse Hallström
- 2005 – Tajemnica Brokeback Mountain, reż. Ang Lee